# Mars 1955

## Évènements
- 120 000 soldats français engagés dans le conflit algérien.

- 2 mars : le roi du Cambodge Norodom Sihanouk, attaqué par le parti démocrate du prince Youthevong, abdique en faveur de son père le prince Norodom Suramarit, tout en conservant le gouvernement. Il regroupe les factions dans le Sangkum Reastr Niyum (communauté socialiste populaire).

- 5 mars : le président Eisenhower s'engage à maintenir des forces américaines en Europe aussi longtemps que leur présence paraîtra nécessaire.

- 12 mars : premier vol de l'hélicoptère français SE 3130 Alouette II.

- 13 mars : début du règne de Mahendra Bir Bikram Shah, roi du Népal. Il poursuit la politique de démocratisation. Le Népal adhère à l’ONU le 14 décembre par la Résolution 109.

- 17 mars : émeute au Forum de Montréal : le joueur étoile de hockey de l'époque Maurice Richard est exclu des séries éliminatoires. L'évènement marqua le début de la Révolution tranquille au Québec.

- 18 mars : Imre Nagy est démis de ses fonctions de président du Conseil en République populaire de Hongrie et chassé du Parti des travailleurs hongrois sous prétexte de nationalisme antisoviétique et d’incapacité à se conformer au modèle politique de l’URSS.

- 25 mars : 
  - fondation en République populaire de Hongrie du Cercle Petöfi au sein des Jeunesses communistes[1]. Il organise de nombreux débats sur l’économie, l’historiographie, la philosophie marxiste, le sort des volontaires de la guerre d'Espagne qui ont été décimés, sur la presse (27 juin 1956).
  - Premier vol de l'intercepteur américain embarqué Vought F-8 Crusader.

- 28 mars et 29 mars : Deux records de vitesse sur rail à 331km/h sont effectués entre Facture et Morcenx sur la ligne des Landes.

- 29 mars - 8 septembre : Résolutions 106, 107 et 108 du Conseil de sécurité de l'ONU, sur la Palestine.

- 30 mars : le Royaume-Uni rejoint le pacte de Bagdad. Nasser reçoit la garantie de Londres que l’Irak sera le seul membre arabe du pacte.

- 31 mars : l'EOKA (Organisation nationale de lutte chypriote), dirigée par le colonel Georges Grivas, déclenche la lutte armée pour le rattachement de l'Chypre à la Grèce.

## Naissances
- 3 mars : 
  - Lenka Lichtenberg, chanteuse et compositrice canadienne.
  - Thomas Zondo Sakala, économiste zimbabwéen.
- 6 mars : Cyprien Ntaryamira, homme politique burundais († 6 avril 1994).
- 7 mars : Sy Kadiatou Sow, Femme politique.
- 9 mars :
  - Ornella Muti, actrice italienne.
  - Maria Cristina Ogier, laïque italienne, vénérable catholique († 8 janvier 1974).
- 10 mars : Gérard Maza, basketteur français.
- 11 mars : Nina Hagen, chanteuse allemande.
- 12 mars : Thione Seck, chanteur sénégalais († 14 mars 2021).
- 16 mars : Andy Scott, homme politique fédéral provenant du Nouveau-Brunswick.
- 17 mars : Gary Sinise, comédien américain.
- 19 mars : 
  - Bruce Willis, acteur et producteur de cinéma américain américain.
  - Joanne Chory, biologiste américaine († 12 novembre 2024).
- 21 mars : Jair Bolsonaro, homme d'État brésilien, President du Brésil depuis 2019 et Président pro tempore du Mercosur.
- 22 mars : Lena Olin, actrice suédoise.
- 24 mars : Candy Reynolds, joueuse de tennis américaine.
- 31 mars :
  - Muriel Siki, journaliste suisse.
  - Akemi Takada, mangaka japonaise.
  - Angus Young, guitariste du groupe AC/DC.

## Décès
- 11 mars : Sir Alexander Fleming, biologiste et médecin, inventeur de la pénicilline.
- 12 mars : Charlie Parker, saxophoniste américain de jazz - il a révolutionné la musique de jazz en créant un nouveau style, le bebop.
- 16 mars : Nicolas de Staël, peintre français d'origine russe.
- 19 mars : Édouard Filliol, joueur professionnel suisse de hockey sur glace (° 16 décembre 1895).